# لاندغريفية هسن
لاندغريفية هسن (بالألمانية: Landgrafschaft Hessen) لاندغريفية ضمن الإمبراطورية الرومانية المقدسة. كانت موحدة بين عامي 1264-1567، عندما تم تقسيمها بين أبناء فيليب الأول، لاندغريف هسن.

## التاريخ
في العصور الوسطى المبكرة كانت هسن جزءا من لاندغريفية تورنغن، ولكن في أعقاب حرب خلافة تورينغن ورثها نجل صوفي دوقة برابانت. وأصبح هاينرخ الأول، لاندغريف هسن والملقب «هاينريش الطفل» أول لاندغريفات هسن عام 1246.
بين عامي 1458 و1500 قـُسـّمت اللاندغريفية إلى هسن العليا وهسن السفلى.
ترقت اللاندغريفية إلى أهمية قصوى في عهد فيليب الأول والملقب «فيليب الشهم» الذي اعتنق البروتستانتية سنة 1524 واتخذ بعد ذلك خطوات لإنشاء تحالف حماية من الأمراء والقوى البروتستانتية.
عند وفاة فيليب الأول في 1567، تم تقسيم اللاندغريفية بين أبنائه من زواجه الأول إلى:
- لاندغريفية هسن كاسل (أو هسن كاسل) (لاحقاً انتخابية هسن، 1567-1806 و1813-1866، دخلت ضمن مملكة بروسيا): فيلهلم الرابع
- لاندغريفية هسن ماربورغ (1567-1650، دخلت ضمن لاندغريفيتي هسن كاسل وهسن دارمشتات): لودفيغ الرابع.
- لاندغريفية هسن راينفلس (1567-1583، دخلت ضمن لاندغريفية هسن كاسل): فيليب الثاني.
- لاندغريفية هسن دارمشتات (1567-1806، لاحقاً دوقية هسن والراين الكبرى 1806-1918، دخلت ضمن جمهورية فايمار): غيورغ الأول

## وصلات خارجية
- خريطة لاندغريفية هسن في عهد فيليب الأول الشهم